# Intercontainer-Interfrigo
Die Intercontainer-Interfrigo SA (ICF) war ein international tätiger Logistikdienstleister. Das Unternehmen mit operativem Sitz in Basel und juristischem Sitz in Brüssel war auf den europäischen unbegleiteten Kombinierten Verkehr spezialisiert.
Kerngeschäft bildete seit der strategischen Neuausrichtung Mitte der 2000er Jahre der Güterverkehr zwischen der Schweiz bzw. Österreich und den Seehäfen von Antwerpen, Rotterdam, Bremerhaven und Hamburg, der Langstreckenverkehr zwischen Mitteleuropa und Ost- und Südosteuropa, der Güterverkehr innerhalb Ost- und Südosteuropa sowie der Containerverkehr mit den GUS-Staaten. Hierfür verfügte Intercontainer-Interfrigo über eine Flotte von rund 2.300 Eisenbahnwagen. Das Unternehmen war in der Schweiz beim Bundesamt für Verkehr als Eisenbahnunternehmen bzw. „Operateur Kombiverkehr“ registriert.
Intercontainer-Interfrigo beschäftigte rund 100 Mitarbeiter und erwirtschaftete 2007 bei einem Verkehrsvolumen von 415‘800 Standardcontainern einen Umsatz von 140 Millionen Euro. Das Verkehrsvolumen teilte sich in etwa zur Hälfte auf den Verkehr von und nach den Seehäfen sowie auf reinen Festlandverkehr auf.

## Geschichte
Das Unternehmen wurde 1967 von europäischen Bahngesellschaften unter dem Namen Intercontainer in der Rechtsform einer Genossenschaft gegründet. Mit der 1993 erfolgten Übernahme der 1949 gegründeten Genossenschaft Interfrigo wurde das Unternehmen in Intercontainer-Interfrigo umbenannt. 2003 wurde Intercontainer-Interfrigo in eine Aktiengesellschaft nach belgischem Recht umgewandelt.
Am 26. November 2010 wurde die Liquidation des Unternehmens mit dem Ziel beschlossen, dass das vorhandene Angebot von 145 wöchentlichen Zügen durch den Erwerber fortgeführt wird. Im August 2013 wurde die Schließung des operativen Hauptsitzes in Basel ins Handelsregister eingetragen.

## Übernahme durch andere Gesellschaften
Noch im Dezember 2010 sicherte sich die Tochter der belgischen Güterbahn SNCB Logistics Inter Ferry Boats (IFB) das Südosteuropa-Geschäft der ICF. Dieses beinhaltet die Verbindungen von den Westhäfen mit Ungarn, Rumänien und der Türkei.
Die Westverkehre wurden zum 31. Januar 2011 von der privaten österreichischen IMS-Intermove Systems Speditions- und Transport GmbH übernommen. Für den Betrieb der Routen zwischen Orten in Deutschland, den Niederlanden, der Schweiz und Österreich wurde eine Tochtergesellschaft in der Schweiz gegründet.
Zum Jahreswechsel 2010/2011 hat die InterRail Services GmbH (IRS) Berlin die GUS-Containerverkehre der Intercontainer-Interfrigo SA, Basel, einschließlich der darauf spezialisierten Mitarbeiter übernommen. Die IRS ist auch Betreiberin der Container-Ganzzüge, die unter dem Namen Ostwind zweimal wöchentlich zwischen Deutschland und den GUS-Staaten sowie der Mongolei verkehren.
Die Aktien des ICF-Tochterunternehmens Intercontainer Scandinavia mit Sitz in Göteborg wurden im Dezember 2010 vom schwedischen Investor Medströms Invest AB übernommen.